# Kentō

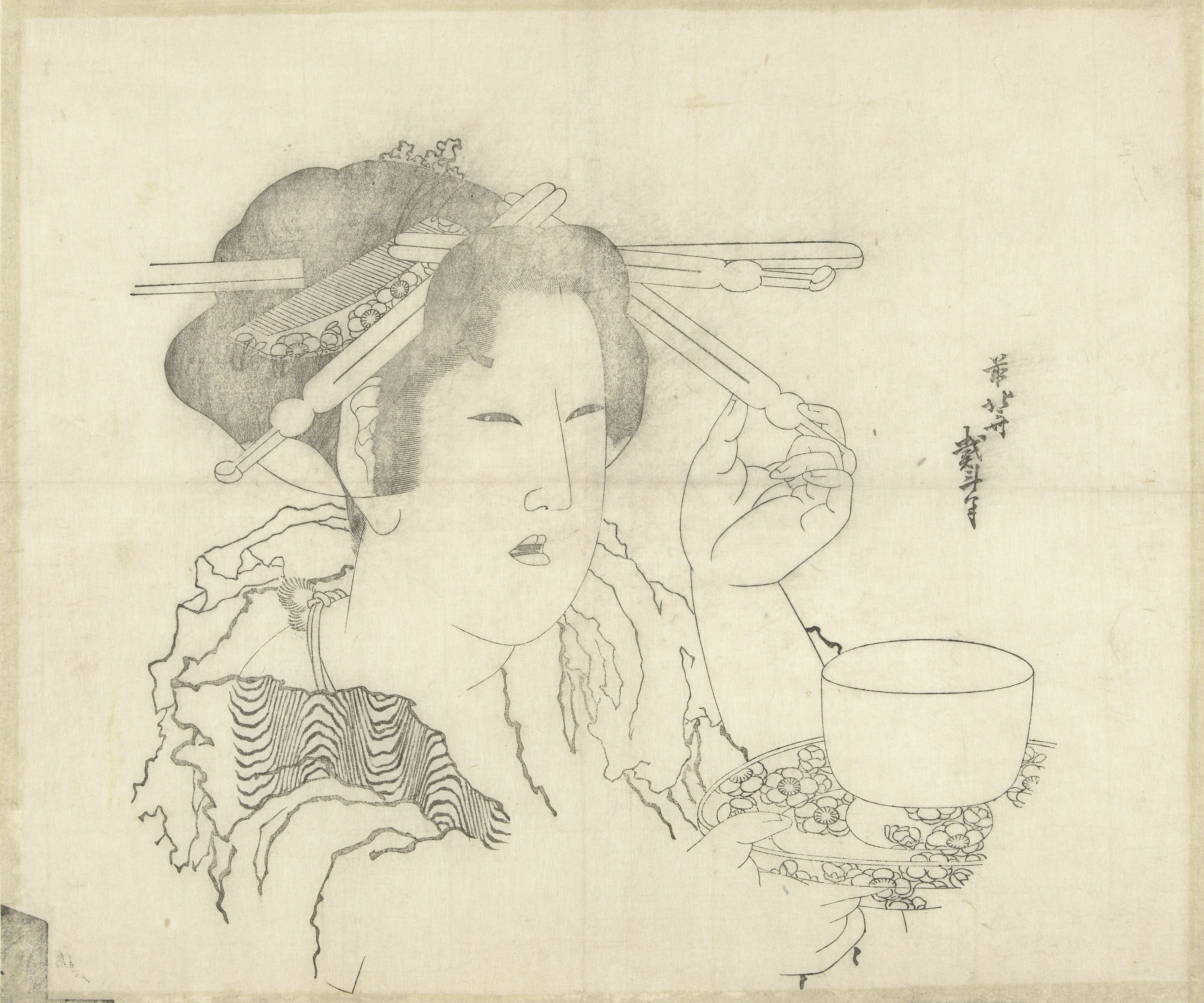
Holzschnitt mit Kentō links unten

Kentō (japanisch 見当) ist ein im Holzschnitt verwendetes Passsystem. Es stellt sicher, dass beim Farbholzschnitt, bei dem mehrere Druckstöcke verwendet werden, alle Druckstöcke passgenau aufgelegt werden können.
Kentō wurde ursprünglich im japanischen Farbholzschnitt entwickelt, wird heute jedoch auch von vielen westlichen Druckgrafikern verwendet. Auf allen Druckstöcken wird in einer Ecke ein Anlegewinkel und an einer langen Seite ein Anlegestrich angebracht. Beim modifizierten Kentō-System befindet sich auf einer Grundplatte außerhalb der Druckstöcke eine Passmarkierung.